# Al-Majadin (dystrykt)
Al-Majadin – jedna z 3 jednostek administracyjnych drugiego rzędu (dystrykt) muhafazy Dajr az-Zaur w Syrii.
W 2004 roku dystrykt zamieszkiwało 247 171 osób.